# Plaumanniella novateutoniae
Neohoplonotus spiniferus – gatunek chrząszcza z rodziny kózkowatych i podrodziny zgrzypikowych. Jedyny przedstawiciel rodzaju Plaumanniella.

## Zasięg występowania
Gatunek ten występuje w południowej Brazylii, notowany w stanach Santa Catarina i Rio Grande do Sul.